# Alejillos
Alejillos es un lugar del municipio español de El Carpio de Tajo, perteneciente a la provincia de Toledo, en la comunidad autónoma de Castilla-La Mancha.

## Historia
Hacia mediados del siglo XIX, el lugar ya pertenecía a El Carpio. Aparece descrito en el primer volumen del Diccionario geográfico-estadístico-histórico de España y sus posesiones de Ultramar de Pascual Madoz con las siguientes palabras:

ALEJILLOS: labranza ó quinteria de la prov. de Toledo, part. jud. de Torrijos, térm. jurísd. del Carpio: sit. 1 leg. al S. del r. Tajo, comprende 300 fan. de tierra labrantia: hay una pequeña casa para albergue de labradores y ganados en tiempos de sementera y recoleccion.
(Madoz, 1845, p. 524)